# Abuko
Abuko ist eine Ortschaft im westafrikanischen Staat Gambia.
Nach einer Berechnung für das Jahr 2013 leben dort etwa 8089 Einwohner, das Ergebnis der letzten veröffentlichten Volkszählung von 1993 betrug 4345.

## Geographie
Abuko liegt am südlichen Ufer des Gambia-Fluss in der Kombo-St. Mary Area und gehört damit zu der Verwaltungseinheit Greater Banjul Area. Auf der South Bank Road, Gambias wichtigster Fernstraße, von Serekunda nach Brikama liegt der Ort noch vor Lamin. Seitlich dieser Straße wird auch der größte Viehmarkt abgehalten.
Der Ort ist Namensgeber des in der Nähe liegenden Nationalparks Abuko Nature Reserve.

## Bevölkerung
Nach einer Erhebung von 1993 (damalige Volkszählung) stellt die größte Bevölkerungsgruppe die der Jola mit einem Anteil von rund fünf Zehnteln, gefolgt von den Mandinka. Die Verteilung im Detail: 24,6 % Mandinka, 9,8 % Fula, 4,5 % Wolof, 46,7 % Jola, 1,1 % Serahule, 2,0 % Serer, 1,4 % Aku, 4,9 % Manjago, 0,8 % Bambara und 4,3 % andere Ethnien.

## Sport
Der Fußballverein Abuko United FC, dessen Frauenfußball-Abteilung erstklassig spielt, kommt aus Abuko.